# SsangYong Actyon
SsangYong Actyon er en SUV eller pickup fra den sydkoreanske bilfabrikant SsangYong. Bilen afløste i 2006 forgængeren Musso og findes i to forskellige udførelser:
- SUV (Actyon)
- Pickup (Actyon Sports)

I Ecuador er Actyon derimod efterfølger for SsangYong Korando og overtog dermed dens modelnavn. Der findes Korando udover SUV ligeledes som pickup under betegnelsen Korando Sports. Derudover findes bilen i CT-modellen også som hybridbil.
Begge modeller findes med forskelligt udstyr, med bag- eller firehjulstræk, og med enten en 2,0-liters VTG-turbodieselmotor af tredje generation med commonrail-indsprøjtning eller en 2,3-liters firecylindret benzinmotor med overliggende knastaksel.
I modsætning til forgængeren Musso har Actyon en bredere sporvidde, en højere lasteevne og en mere forbrugsvenlig motor.
Bilen har også forhjulsophæng med dobbelte tværlænker og femlænket bagaksel. Ud over ESP er Hill Descent Control (HDC) også standardudstyr på visse versioner.
Dieselmotoren i den europæiske model yder 104 kW (141 hk) ved 4000 omdr./min. og har et maksimalt drejningsmoment på 310 Nm ved 2700 omdr./min. For 2,3-liters benzinmotoren er de tilsvarende værdier 110 kW (150 hk) ved 5500 omdr./min. henholdsvis 214 Nm ved 4500 omdr./min.
I Californien benytter firmaet Phoenix SsangYong Actyon som basis for en af dem udviklet bil med eldrift. Begge de udviklede biler bærer navnene Phoenix SUT og Phoenix SUV.
- Actyon bagfra
- SsangYong Actyon Sports (2006−)
- Actyon Sports bagfra